# (754) Malabar
(754) Malabar es un asteroide perteneciente al cinturón de asteroides descubierto el 22 de agosto de 1906 por August Kopff desde el observatorio de Heidelberg-Königstuhl, Alemania.
Está nombrado por el volcán Malabar de la isla de Java.